# Praga 8
Praga 8, anteriormente conocido como Distrito Municipal Praga 8 (en checo: Městská část Praha 8), es un distrito municipal de Praga, República Checa. El distrito administrativo (správní obvod) del mismo nombre comprende los barrios de Březiněves, Ďáblice y Dolní Chabry. Praha 8 es diversa tanto en su superficie como en su carácter. La parte sur – Karlín y Libeň – está en contacto directo con el centro de la ciudad, mientras que Dolní Chabry y Březiněves son partes de la ciudad en los límites septentrionales. El carácter del distrito también se define por el hecho de que se formó como parte de Praga gradualmente.
La parte más antigua de la ciudad es el territorio catastral de Libeň, que se anexó a Praga el 12 de septiembre de 1901. El suburbio más antiguo de Praga, Karlín, se convirtió en parte de la Gran Praga junto con Bohnice, Trója y Kobylisy en 1922. Desde 1960, Čimice ha sido parte del distrito, desde 1968 Ďáblice y Dolní Chabry, y finalmente desde 1974 Březiněves.
Los límites del distrito de Praga 8 se establecieron en 1960 y en 1990 este distrito se convirtió en la parte municipal de Praga 8.

## Delimitación de Praga 8
Praha 8 designa una unidad en varios tipos de división del capital de Praga, que cada vez tienen diferentes delimitaciones territoriales.
- Parte municipal de Praga 8 es una unidad de autogobierno local del ciudad estatutaria de Praga, que es administrada por un consejo elegido, una junta y la oficina de la parte municipal. En este alcance, Praga 8 está compuesta por las áreas catastrales completas de Bohnice, Čimice, Karlín y Kobylisy, y partes de las áreas catastrales de Libeň, Troja, Střížkov, Nové Město y Žižkov.[3]

- Distrito administrativo de Praga 8 es el área donde la parte municipal de Praga 8 (unidad de autogobierno local) ejerce ciertas funciones de administración estatal delegadas. Dentro de esta competencia de la oficina municipal de Praga 8 también caen las partes municipales (y al mismo tiempo áreas catastrales) de Praha-Březiněves, Praha-Dolní Chabry y Praha-Ďáblice. El área de Praga 8 como uno de los 22 distritos administrativos de Praga según el sistema implementado el 1 de enero de 2002 es así idéntica al área de Praga 8 como uno de los 10 distritos de la división territorial del estado.[3]

- Distrito municipal de Praga 8 es una unidad de la división territorial del estado a un nivel similar al de un distrito. En ella funcionan varias instancias de gestión en áreas distintas a las administrativas (por ejemplo, el Tribunal Distrital para Praga 8). El distrito municipal de Praga 8 está compuesto por las partes municipales de Praga 8, Praha-Březiněves, Praha-Dolní Chabry y Praha-Ďáblice. El distrito con centro de influencia en Libeň designado por un número arábigo existió por primera vez entre 1949 y 1960 como uno de los 16 distritos municipales, y fue restablecido con una delimitación diferente por la ley de división territorial del estado con efecto desde el 1 de julio de 1960 como uno de los 10 distritos municipales. Desde 1990, ha sido redefinido enumerando las partes municipales.[3]